# Jeffrey Skilling

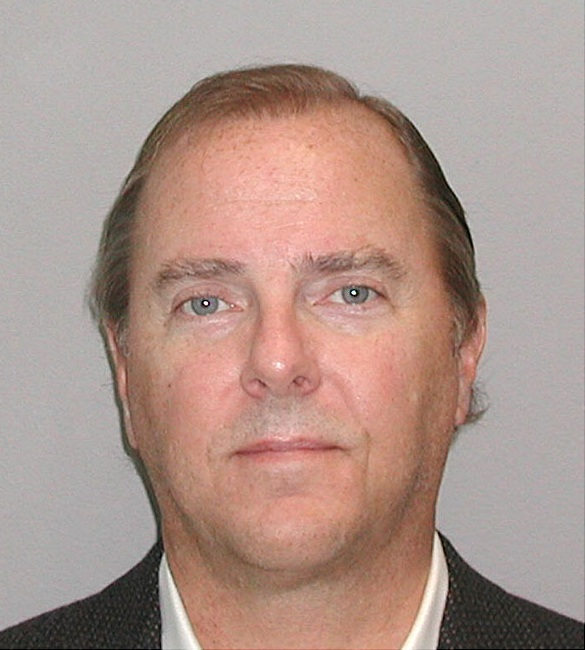
Mugshot de Jeffrey Skilling

Jeffrey Keith "Jeff" Skilling (25 de novembro de 1953) foi CEO da Enron Corporation no ano de 2001. Foi considerado culpado de vários crimes relacionados a fraudes corporativas e, atualmente, cumpriu uma pena de 12 anos no presídio de Waseca, no estado de Minnesota.

## Vida Pessoal
Skilling nasceu em Pittsburgh, Pennsylvania, e foi o segundo de 4 filhos. Cresceu em New Jersey e Aurora, Illinois. Aos 16 anos, ele era o chefe de produção da WLXT Channel 60, uma estação de televisão de Aurora.
Depois de terminar o curso em West Aurora High School (onde se formou em 16º dentro de um universo de 600), Skilling recebeu o seu B.S. em applied science (Ciências Aplicadas) na Southern Methodist University (1975). Lá foi um membro da Beta Theta Pi. (Kenneth Lay foi também um membro da fraternity) (Fraternidades e República de Mulheres|Fraternidade . Durante as suas entrevistas para a Harvard Business School, foi-lhe perguntado se era esperto, ao que respondeu de uma forma épica, "Sou esperto pra caramba." Skilling earned his M.B.A. from Harvard Business School in 1979, graduating in the top five percent of his class. He became a consultant at McKinsey & Company in the energy and chemical consulting practices.
Skilling tem uma filha e dois filhos (de idades  22, 20, and 16, à altura da sua condenação) do seu primeiro casamento, casamento esse que acabou em divorcio em 1997. Em Março de 2002, casou com Rebecca Carter, uma antiga Presidente responsável pela área das comunicações na Enron. Skilling é o irmão mais novo de Tom Skilling, o meteorologista-chefe do canal de televisão WGN-TV (Channel 9) em Chicago, Illinois.
Skilling foi acometido por uma depressão nervosa nas ruas da Cidade de Nova York em Abril de 2004, durante a qual ele abordou diversos transeuntes acusando-os de serem agentes à paisana do FBI. A Polícia foi chamada encontrando-o num estado não cooperativo e concluiu que ele estava emocionalmente perturbado e a precisar de assistência médica. 
Antes da sua prisão viveu em River Oaks secção de Houston, Texas. 

## Enron
Como consultor da McKinsey & Company, Skilling trabalhou com a Enron em 1987, ajudando a empresa a criar um mercado forward em gás natural. Skilling impressionou Kenneth Lay com a sua capacidade de consultor, de tal forma que foi contratado por Lay em 1990 como responsável e CEO da Enron Finance Corp. Em 1991, ascendeu a responsável da Enron Gas Services Co., a qual era o resultado da fusão da Enron Gas Marketing e a Enron Finance Corp. Skilling foi nomeado CEO/Director da Enron Capital & Trade Resources, a qual era a subsidiária  responsável pelo negócio de energia e marketing. Foi promovido a Presidente  e COO (logo a seguir a Lay) da Enron em 1997, enquanto permanecia responsável máximo da Enron Capital & Trade Resources. Em 1999, Enron formou a EnronOnline, uma plataforma baseada na Internet, que era usada por virtualmente todas as companhias de energia dos Estados Unidos.
Skilling começou a advogar uma nova ideia: a companhia não precisava realmente possuir "ativos". Ao forçar uma estratégia agressiva de investimentos para a companhia, ele ajudou a fazer da ENRON a maior empresa atacadista de gás e eletricidade, com US$27 bilhões negociados em um trimestre. Em 12 de fevereiro de 2001, Skilling foi nomeado CEO da ENRON, percebendo US$132 milhões em apenas um ano.
Os números da firma, entretanto, tinha que ser aceitos por seu valor de face. Sob a direção de Skilling, a ENRON adotou a contabilidade marca para mercado, na qual lucros futuros antecipados de qualquer negócio eram contabilizados como se fossem reais hoje. Assim, a ENRON podia registrar ganhos do que no decorrer do tempo poderia se converter em prejuízos, assim como a saúde fiscal da companhia se tornou secundária à manipulação do preço de suas ações no Wall Street durante o Boom Tech. Mas quando o sucesso da companhia é medido por demonstrações financeiras acordadas saídas de uma caixa preta, termo que Skilling, ele mesmo, admitiu, balancetes reais se tornaram inconvenientes. De fato, as ações inescrupulosas da ENRON eram frequentemente jogos para evitar a decepção e assim empurrar para o alto o preço das ações, as quais eram postadas diariamente no elevador da companhia. Um aumento no número significava a continuação da infunção de capital investido pelo qual o déficit escondido da ENRON em grande parte conseguiu subsistir. Sua queda colapsaria o castelo de cartas.